# Pałac Książęcy w Mantui
Pałac Książęcy w Mantui (wł. Palazzo Ducale) – kompleks zabytkowych budowli, dziedzińców i ogrodów położony w północno-wschodniej części starego miasta Mantui, między dawnym Piazza San Pietro (obecnym Piazza Sordello), a brzegiem jeziora Lago di Mezzo. Pałac, początkowo złożony z rozrzuconych budowli, uzyskał jednolitą formę w pierwszej połowie XVI w., kiedy stał się całością architektoniczną. Obecnie zajmuje powierzchnię ok. 34 000 m² i znajduje się w nim ok. 500 pomieszczeń i 15 przestrzeni otwartych (dziedzińców, uliczek, ogrodów i placyków). Najbardziej znana sala w pałacu to Camera degli Sposi (Komnata małżonków), której ściany ozdobione są cyklem fresków autorstwa Andrei Mantegni.

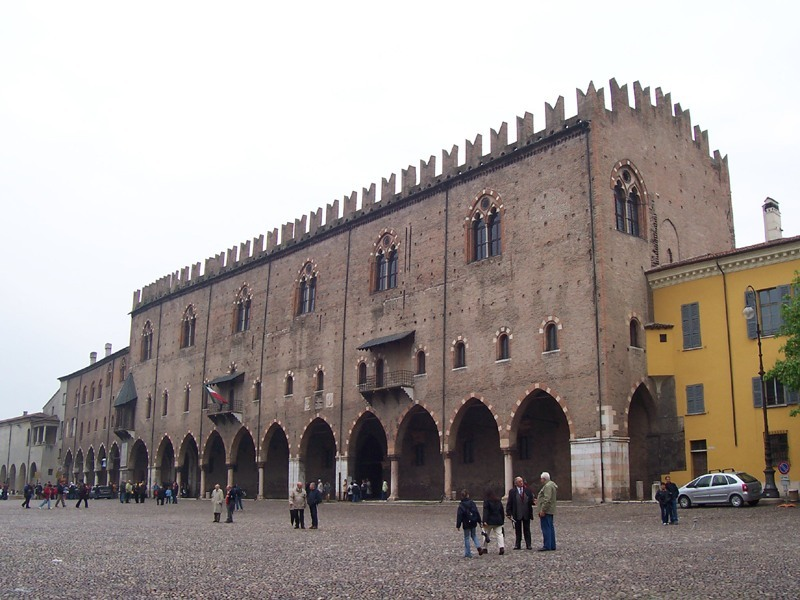
Palazzo del Capitano – część Pałacu Książęcego w Mantui

 Był rezydencją rodu Gonzagów od 1328 do 1707, kiedy to ostatni książę był zmuszony udać się na wygnanie. W XIX w. pałac był opuszczony, a na początku XX w. zostały w nim przeprowadzone prace renowacyjne i stał się siedzibą muzeum państwowego. Najważniejsze części budowli to Corte Vecchia, Corte Nuova i Castello di San Giorgio.

## Historia budowy

### Od początków do XV w.

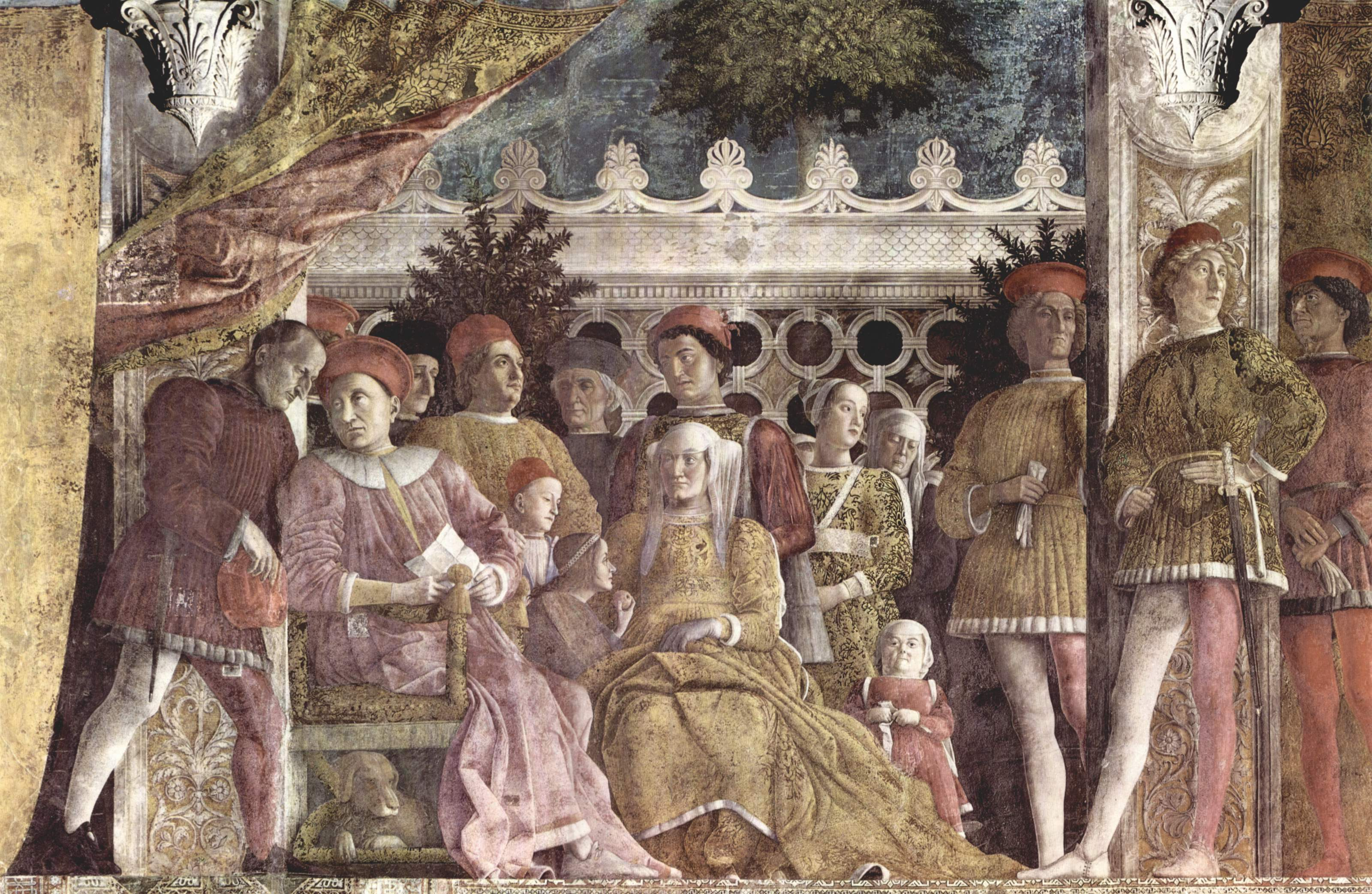
Fragment fresku w Camera degli Sposi

Najstarszymi budowlami pałacu są, wychodzące na Piazza Sordello, Palazzo del Capitano i Magna Domus, założone przez rodzinę Bonacolsi, która rządziła Mantuą w latach 1271–1328. Palazzo del Capitano został zbudowany przez Kapitana Ludu Guido Buonacolsi pod koniec XIII w. Gdy Gonzagowie objęli władzę w mieście, zaczęli dobudowywać do istniejących części nowe, które tworzą Corte Vecchia. W obszernym, czternastowiecznym wnętrzu Pisanello namalował dla pierwszego markiza z rodu Gonzagów – Jana Franciszka I – cykl fresków o tematyce rycerskiej. W latach 1395–1406 został wzniesiony według projektu Bartolino da Novara Castello di San Giorgio, który od połowy XV w. na życzenie Ludwika III Gonzagi stał się rezydencją rodziny władającej Mantuą. W północno-wschodniej wieży w latach 1465–1475 Andrea Mantegna namalował freski w słynnej Camera picta (Komnata malowideł) zwanej Camera degli Sposi (Komnata małżonków).

### Od XV w. do połowy XVI w.

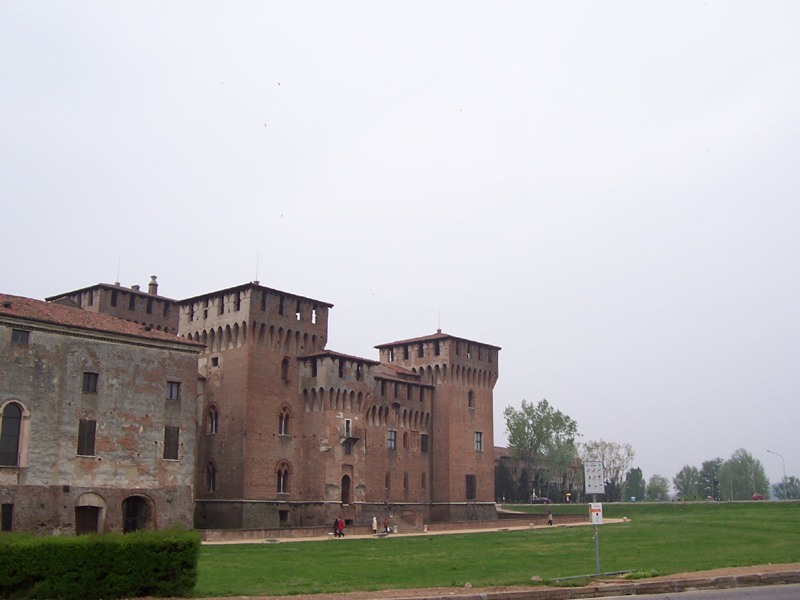
Castello di San Giorgio

Pod koniec XV w. wzniesiona została Domus Nova, ukończona pod koniec XVI w. przez księcia Wincentego I (1587–1612). Niedaleko od Castello di San Giorgio na polecenie Fryderyka II wzniesiona została, według projektu Giulio Romano, Corte Nuova. Ten sam architekt zaprojektował powstałe wkrótce potem budowle: Galleria della Mostra i Galleria dei Mesi. Natomiast Giovan Battista Bertani wzniósł pomieszczenie zwane Cavallerizza. Po śmierci Franciszka II (1519), wdowa po nim, Izabela d'Este przeniosła się do zamku w Corte Vecchia, gdzie został wyodrębniony dla niej apartament wdowi, w skład którego weszły: sale reprezentacyjne oraz prywatne (gabinet, grota i sekretny ogród). Później jej wnuk Wilhelm I Gonzaga (1550–1587) nakazał przekształcić Corte Vecchia, wyodrębniając jadalnię wychodzącą na wiszący ogród i komnatę zwaną Sala dello Specchio, przeznaczoną do słuchania muzyki. W pobliżu zamku Wilhelm wzniósł budowlę nazwaną Appartamento grande di Castello składającą się z sal poświęconych kapitanom, markizom i książętom, do których wchodziło się przez Sala di Manto. W 1562 Bertani wzniósł kościół pałacowy św. Barbary.

### Od połowy XVI w. do połowy XVII w.
W 1659 zamek został splądrowany przez Austriaków i do rezydencji Habsburgów zostało z niego wywiezionych około 2000 dzieł sztuki. Pod koniec XVI w. Wincenty I przekształcił skrzydło Domus Nova na własną rezydencję i przy pomocy architekta Gian Maria Vianiego wybudował długą salę zwaną Logion serrato, dziś Galleria degli Specchi, przeznaczona do przechowywania książęcej kolekcji obrazów. W tej samej części pałacu książę Ferdynand I Gonzaga zbudował appartamento del Paradiso i Scala Santa, która miała być nawiązaniem do Świętych Schodów z Lateranu w Rzymie. Na polecenie Ferdynanda I Viani zbudował też Appartamento delle Metamorfosi.